# Nooit van mijn leven!
Nooit van mijn leven! is een relatief kort verhaal van Brian Aldiss. 

## Het verhaal
Het verhaal speelt zich af in het jaar 2500. Men heeft dan de mogelijkheid gekregen om als vermaak in de geschiedenis terug te kijken. De N.V. Chronoarcheologie laat diverse programma’s zien die bijvoorbeeld terugblikken op de tijd van de dinosauriërs, alles ter vermaak van het volk. Een andere situatie die nagebootst wordt is het leven van de jaren 50 van de 20e eeuw. Onder de loep wordt genomen een dag uit het leven van Rodney Furnell en zijn gezin in een septembermaand in Oxford. Elke actie die het gezin onderneemt wordt begroet met hoongelach. Het gezin leeft als in een film en Rodney hoopt dat de film ooit eens stuk zou lopen. In deze versie van zijn leven die beschreven wordt, loopt de film stuk en Rodney kan ontsnappen. Hij gaat zijn beklag doen en op zijn reis naar Chronoarcheologie maant hij de taxirobotbestuurder vaart te maken. De taxi rijdt te pletter, Rodney komt om. De volgende dag herhaalt de geschiedenis zich.
Het verhaal is niet consistent. Rodney herinnert zich wel, dat zijn dag iedere keer opnieuw begint. Daarentegen zijn de zogenaamde ontsnapping en het eind iedere keer nieuw voor hem. The Observer, die in 1955 een wedstrijd voor korte verhalen had uitgeschreven, beloonde het desalniettemin met de eerste prijs. Het verhaal moest vier jaar wachten voordat het door Signet Books werd gedrukt; Nederland volgde weer tien jaar later.